# Fréjus Zerbo
Fréjus Zerbo, födds den 2 april 1989 i Yaba, är en professionell basketspelare som spelar för Elfenbenskusten. Han spelar på pivotpositionen.